# Robert Cain
Robert Cain (Chicago, 4 giugno 1886 – New York, 27 aprile 1954) è stato un attore statunitense che lavorò nel cinema all'epoca del muto. Si ritirò all'avvento del sonoro e il suo ultimo film risale al 1932.

## Filmografia
- The Bachelor's Romance (1915)
- The Dawn of a Tomorrow, regia di James Kirkwood (1915)
- The Running Fight, regia di James Durkin (1915)
- The Foundling, regia di John B. O'Brien e Allan Dwan (1915)
- The White Pearl, regia di Hugh Ford, Edwin S. Porter (1915)
- When Youth Is Ambitious, regia di Joseph Kaufman - cortometraggio (1915)
- Lydia Gilmore , regia di Hugh Ford e Edwin S. Porter (1915)
- My Lady Incog., regia di Sidney Olcott (1916)
- The Eternal Grind, regia di John B. O'Brien (1916)
- The Innocent Lie, regia di Sidney Olcott (1916)
- Envy, regia di Richard Ridgely (1917)
- Kidnapped, regia di Alan Crosland (1917)
- The Co-respondent, regia di Ralph Ince (1917)
- The Hungry Heart, regia di Robert G. Vignola (1917)
- The Seven Deadly Sins, regia di Theodore Marston, Richard Ridgely (1917)
- Men, regia di Perry N. Vekroff (1918)
- Her Final Reckoning, regia di Émile Chautard (1918)
- The Death Dance, regia di J. Searle Dawley (1918)
- Sette giorni di gioia (He Comes Up Smiling), regia di Allan Dwan (1918)
- A Woman of Impulse, regia di Edward José (1918)
- A Woman's Experience, regia di Perry N. Vekroff (1918)
- The End of the Road, regia di Edward H. Griffith (1919)
- Paid in Full, regia di Émile Chautard (1919)
- La spia (Secret Service), regia di Hugh Ford (1919)
- Peg o' My Heart, regia di William C. de Mille (1919)
- Sperduti sull'Oceano (Reported Missing), regia di Henry Lehrman (1922)
- Sabbie ardenti (Burning Sands), regia di George Melford (1922)
- Fra gli artigli della tigre (The Tiger's Claw), regia di Joseph Henabery (1923)
- Conductor 1492, regia di Charles Hines (1924)
- Three Weeks, regia di Alan Crosland (1924)
- Il letto d'oro (The Golden Bed), regia di Cecil B. DeMille (1925)
- Le tre moschettiere (Wings of Youth), regia di Emmett J. Flynn (1925)